# Impossible Princess
Impossible Princess, in Europa veröffentlicht unter dem Titel Kylie Minogue, ist das sechste Studioalbum der australischen Popsängerin Kylie Minogue aus dem Jahr 1997. Es ist nicht zu verwechseln mit ihrem Vorgängeralbum Kylie Minogue aus dem Jahr 1994.

## Hintergrund
Für den Albumtitel ließ sich Minogue von dem Lyrikband Poems to break the hearts of impossible princesses des englischen Poeten und Sängers Billy Childish inspirieren. Diesen hatte sie als Geschenk von Nick Cave erhalten, nach dem sie mit dem australischen Sänger an dem Hit Where the Wild Roses Grow zusammengearbeitet hatte.
Die Veröffentlichung von Impossible Princess war für den 22. September 1997 geplant. Nach dem tragischen Unfalltod von Prinzessin Diana erschien der Albumtitel allerdings als unangemessen und pietätlos. Die Veröffentlichung wurde verschoben und alle bereits gepressten Exemplare vernichtet. Das Album erschien dann ein halbes Jahr später unter dem Titel Kylie Minogue. Dies führte zu Verwirrungen, da bereits ihr vorheriges Album aus dem Jahr 1994 den gleichen Namen trug. Minogues australische Plattenfirma Mushroom entschied sich allerdings dafür, den Titel Impossible Princess beizubehalten und veröffentlichte das Album unter diesem Namen im März 1998.
Um das Werk von dem ersten Album mit dem Titel Kylie Minogue zu unterscheiden, wurde stets von Kylie Minogue 1998 gesprochen, unter Fans und von Minogue selbst wurde das Album allerdings immer als Impossible Princess bezeichnet. Für die Veröffentlichung der remasterten Version des Albums, die 2003 zusammen mit einer Bonus-CD erschien, wurde der Titel Impossible Princess gewählt.

## Titelliste
(Komposition)
1. Too Far (Kylie Minogue)
2. Cowboy Style (Kylie Minogue/Steve Anderson/David Seaman)
3. Some Kind Of Bliss (James Dean Bradfield/Kylie Minogue/Sean Moore)
4. Did It Again (Kylie Minogue/Steve Anderson/David Seaman)
5. Breathe (Kylie Minogue/Dave Ball/Ingo Vauk)
6. Say Hey (Kylie Minogue)
7. Drunk (Kylie Minogue/Steve Anderson/David Seaman)
8. I Don’t Need Anyone (James Dean Bradfield/Kylie Minogue/Nick Jones)
9. Jump (Kylie Minogue/Rob Dougan)
10. Limbo (Kylie Minogue/Dave Ball/Ingo Vauk)
11. Through The Years (Kylie Minogue/Dave Ball/Ingo Vauk)
12. Dreams (Kylie Minogue/Steve Anderson/David Seaman)

Bonustrack (japanische Version)
- Tears (Kylie Minogue/Dave Ball/Ingo Vauk)

### Bonus-Disc
1. Love Takes Over Me (Kylie Minogue/Steve Anderson/Dave Seaman)
2. Too Far (Inner Door Mix)
3. Did It Again (Did It Four Times Mix)
4. Breathe (Tee’s Dancehall Mix)
5. Tears (Minogue/Dave Ball/Ingo Vauk)
6. Too Far (Junior’s Riff Dub)
7. Breathe (Tee’s Dub Of Life)
8. Some Kind Of Bliss (Quivver Mix)
9. Did It Again (Razor-n-go Dub)
10. Breathe (Tee’s Glimmer Mix)
11. Too Far (North Pole Mix)
12. This Girl (Kylie Minogue/Uschi Classen)

## Kommerzieller Erfolg

### Chartplatzierungen
Impossible Princess erreichte in Deutschland und der Schweiz erstmals nach einer Wiederveröffentlichung 2022 die Charts.
| ChartsChartplatzierungen     | Höchstplatzierung | Wochen |
| ---------------------------- | ----------------- | ------ |
| Australien (ARIA)            | 3 (36 Wo.)        | 36     |
| Deutschland (GfK)            | 25 (1 Wo.)        | 1      |
| Schweiz (IFPI)               | 55 (1 Wo.)        | 1      |
| Vereinigtes Königreich (OCC) | 5 (6 Wo.)         | 6      |

| ChartsJahrescharts (1998) | Platzierung |
| ------------------------- | ----------- |
| Australien (ARIA)         | 31          |

### Auszeichnungen für Musikverkäufe
| Land/Region       | Auszeichnungen für Musikverkäufe (Land/Region, Auszeichnung, Verkäufe) | Verkäufe |
| ----------------- | ---------------------------------------------------------------------- | -------- |
| Australien (ARIA) | Platin                                                                 | 70.000   |
| Insgesamt         | 1× Platin ·                                                            | 70.000   |

Hauptartikel: Kylie Minogue/Auszeichnungen für Musikverkäufe